# Lake Stickney (Washington)
Lake Stickney es un lugar designado por el censo ubicado en el condado de Snohomish en el estado estadounidense de Washington. En el año 2010 tenía una población de 7.777 habitantes.

## Geografía
Lake Stickney se encuentra ubicado en las coordenadas 47°52′20″N 122°15′7″O / 47.87222, -122.25194.